# Villa Sacro Cuore
La Villa Sacro Cuore di Tregasio è una villa cinquecentesca, attualmente di proprietà dell'arcidiocesi di Milano. È situata a poche centinaia di metri dalla Villa Jacini e dalla chiesa di San Biagio.

## Storia
Preesistente a tale data, fu acquistata con i terreni circostanti nel 1523 dalla famiglia milanese dei Morigia. Nel 1546 l'erede della famiglia, Jacopo Antonio Morigia, lasciò la quasi totalità del suo patrimonio, compresa la villa, all'ordine dei barnabiti, di cui era stato uno dei fondatori. 
Il cardinale Carlo Borromeo era solito ritirarvisi durante il suo periodo milanese. La villa fu menzionata anche in una lettera del 1593 di Alessandro Sauli a Carlo Bascapè. Durante la peste di San Carlo e la peste del 1630 i novizi barnabiti sfollarono da Monza e Milano in questa villa. 
Nel Settecento i padri della villa iniziarono alla letteratura Giuseppe Parini.
Con l'abolizione napoleonica degli ordini religiosi, nel 1805 i barnabiti dovettero abbandonarla e la villa cadde in abbandono e subì furti di vario genere. Fu successivamente acquistata dall'ingegnere Susani, che la trasformò in un allevamento dei bachi da seta. 
Dagli eredi di Susani fu venduta nel 1917 ai gesuiti: ne fu rettore negli anni successivi padre Beretta di Sirone. La villa fu restaurata dall'ingegnere Spirito Maria Chiappetta, che nello stesso periodo stava progettando la vicina chiesa dei Santi Gervaso e Protaso a Tregasio. I lavori, iniziati alla fine del 1917, furono completati nel 1922 con l'installazione della statua del Sacro Cuore, alta 4,80 metri sulla sommità dell'edificio. Questa dà anche il nome alla villa, chiamata appunto "villa Sacro Cuore". La villa venne adibita a sede per esercizi spirituali. Fino al 1952 furono compiuti 2341 corsi spirituali, per un totale di 80 846 persone partecipanti, a cui bisogna aggiungere migliaia di persone venute per ritiri spirituali di breve durata.
Nel 1984 la proprietà della villa passò dai gesuiti all'arcidiocesi di Milano. Dal 15 settembre 2011 al 5 agosto 2017, giorno della sua morte, ha ospitato l'arcivescovo emerito cardinale Dionigi Tettamanzi dopo che questi, per limiti d'età, aveva lasciato la guida dell'arcidiocesi di Milano al cardinale Angelo Scola. 
Dall'aprile 2016, in risposta all'appello di papa Francesco e del cardinale Scola, la struttura ospita, nell'ala ovest, 20 profughi di origine nigeriana.
Il 21 ottobre 2022 ha cessato ogni sua attività.

## Descrizione
La ristrutturazione novecentesca dell'edificio venne progettata per accogliere numerose persone contemporaneamente.
Ospita quattro cappelle di stile e caratteristiche differenti, tre delle quali progettate dall'ingegner Spirito Maria Chiappetta, ed una cripta.
- Cappella di San Giovanni, esistente già ai tempi di Carlo Borromeo, il quale vi pregava; è la cappella più sobria.
- Cripta, dedicata a san Giuseppe e suddivisa in 10 sezioni per mezzo di arcate.

Sono state progettate da Spirito Maria Chiappetta:
- la cappella del Cuore immacolato di Maria, in stile neogotico;
- la cappella della Mater Divinae Gratiae, dove i gesuiti prendevano i voti; vi è rappresentata la vita di Ignazio di Loyola e vi si conserva dietro l'altare l'immagine della Mater Divinae Gratiae, che si trovava originariamente nella Casa dei gesuiti a Gallarate;
- la cappella del Sacro Cuore, la più riccamente affrescata (Vita della Madonna, in gran parte opera di Pasquale Arzuffi). Dal 5 al 7 agosto 2017 è stata adibita a camera ardente per le spoglie del cardinale Tettamanzi, prima che questi fosse trasferito in duomo per i funerali.[7]

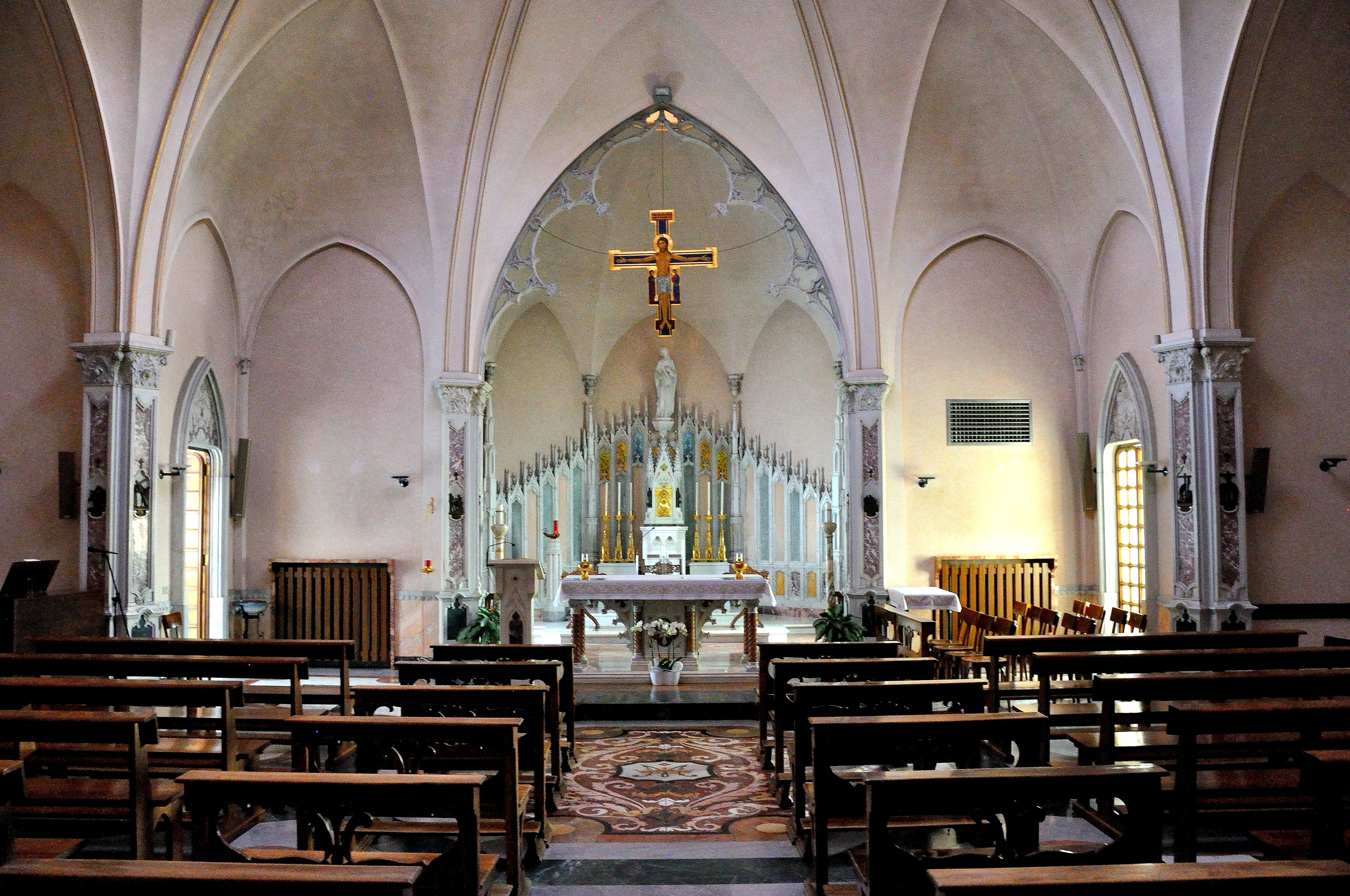
Cappella del Cuore Immacolato
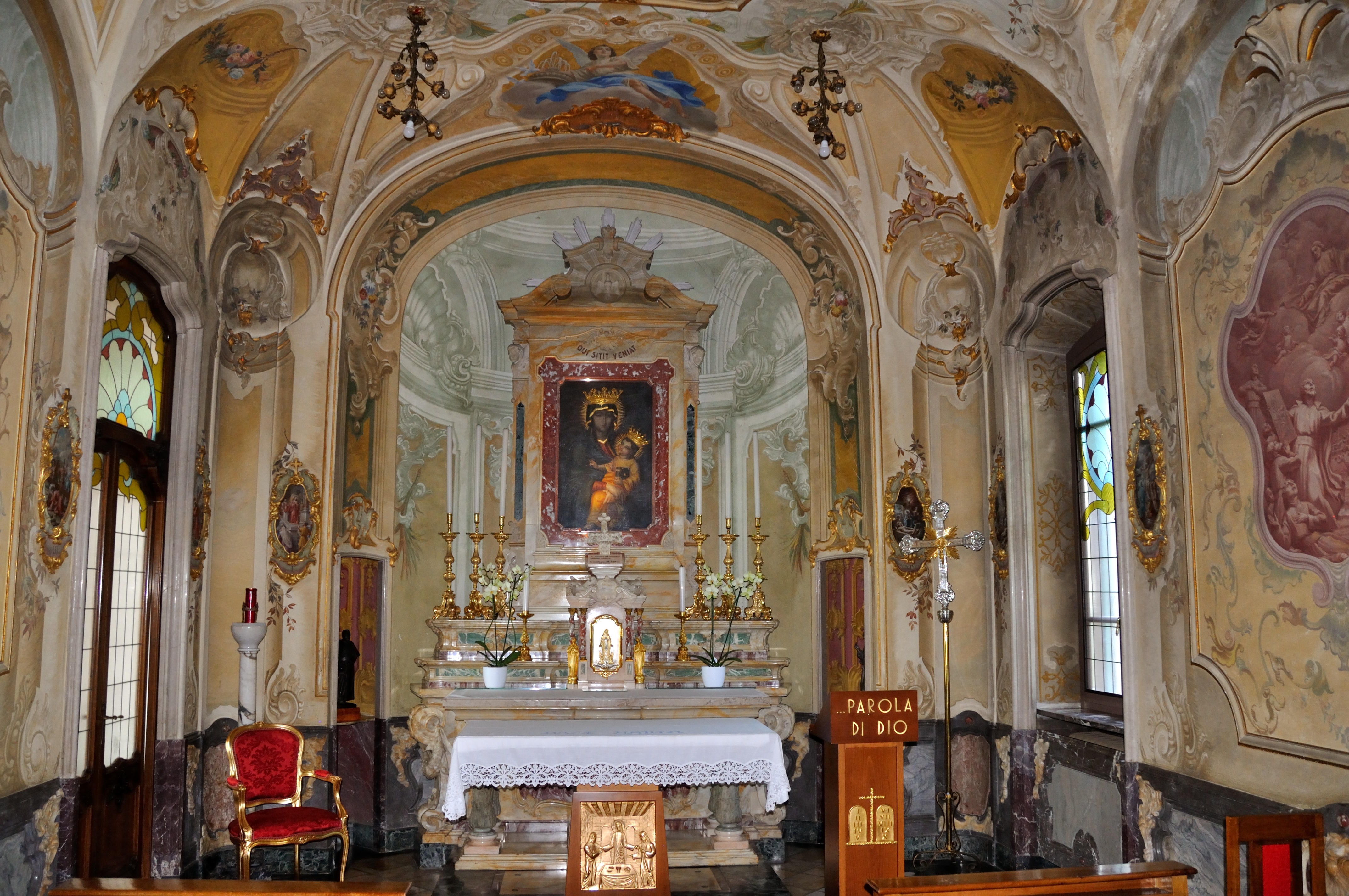
Cappella della Mater Divinae Gratiae
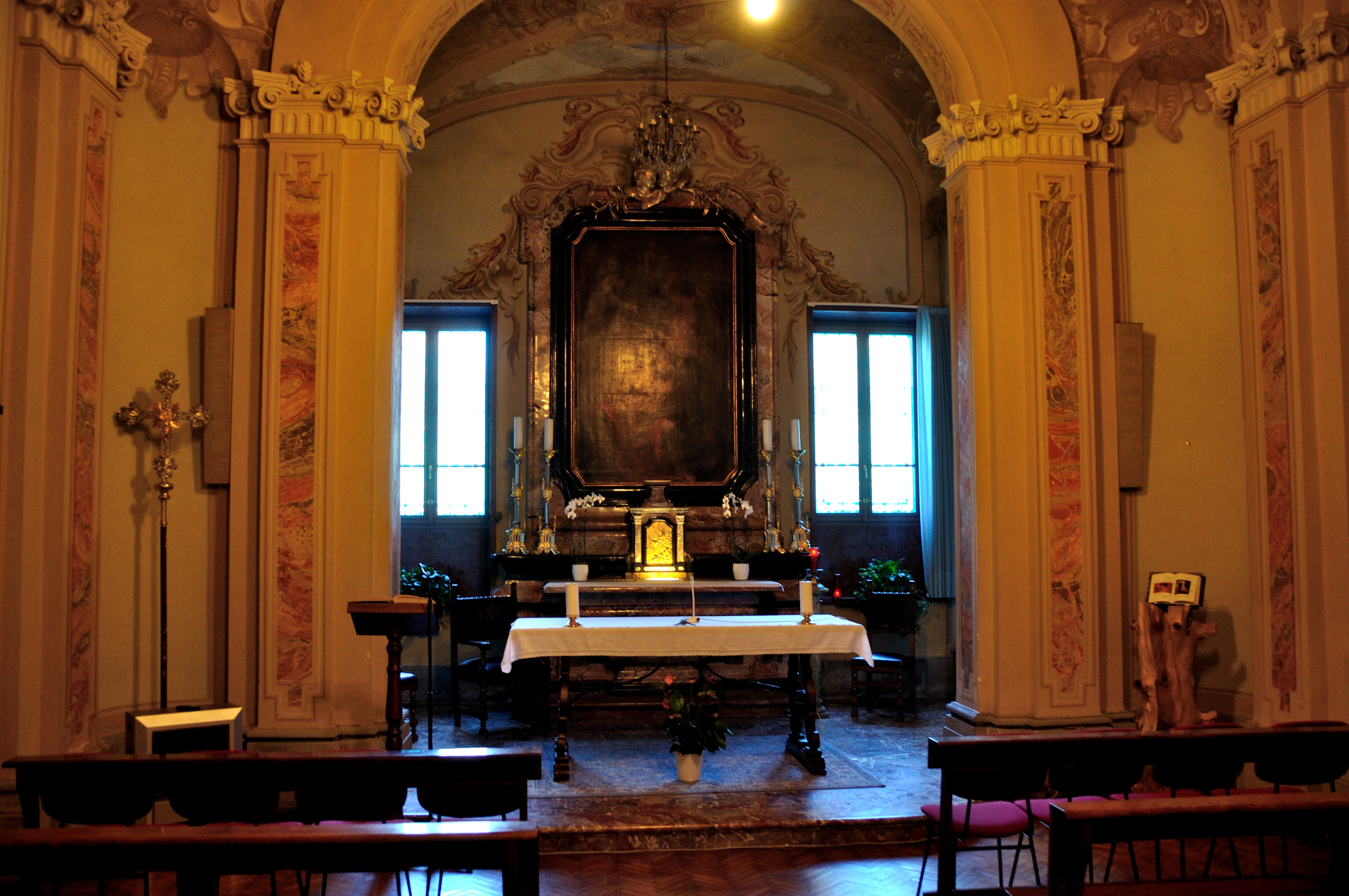
Cappella di San Giovanni
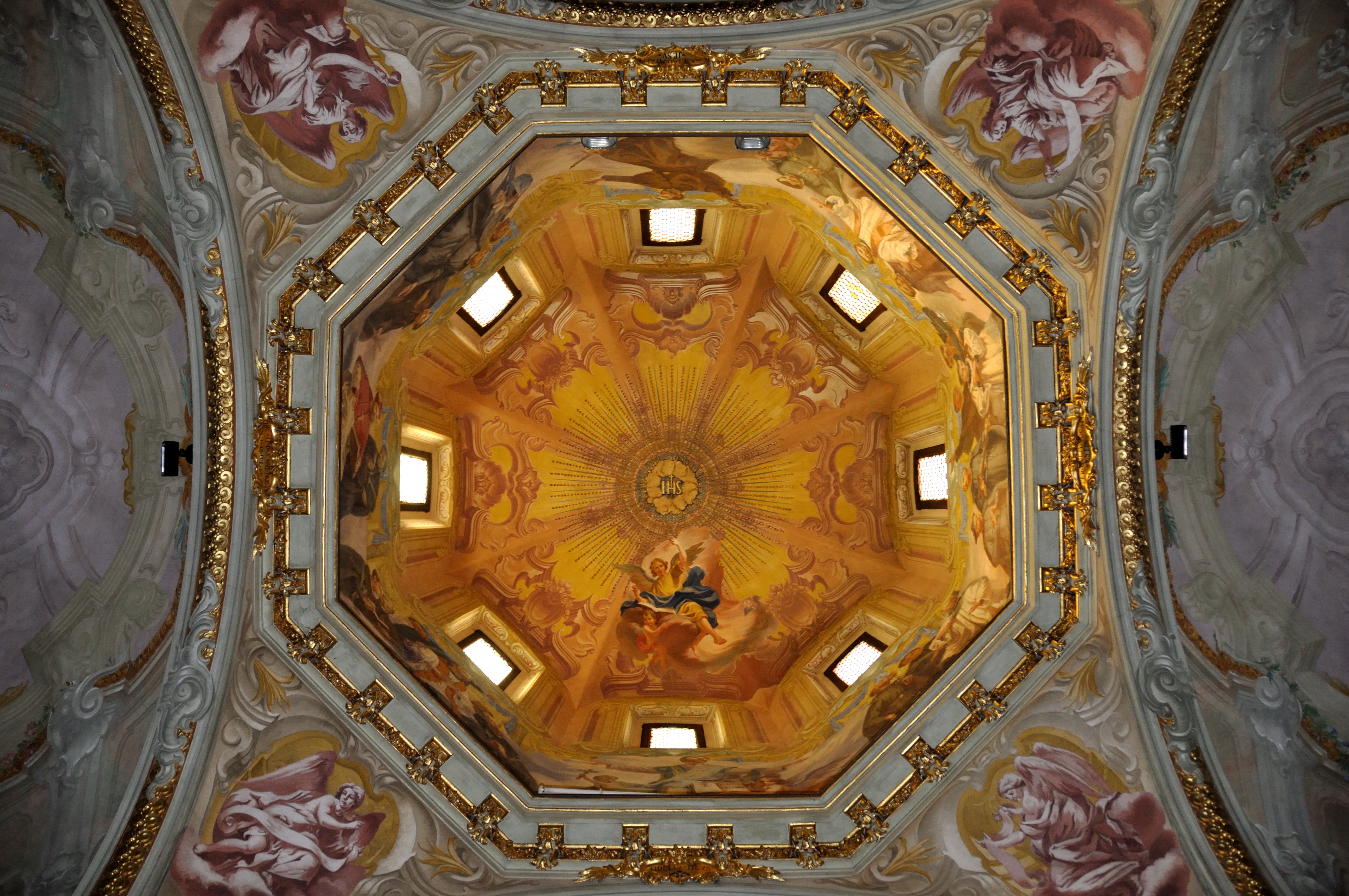
Cappella del Sacro Cuore (dettaglio cupola)
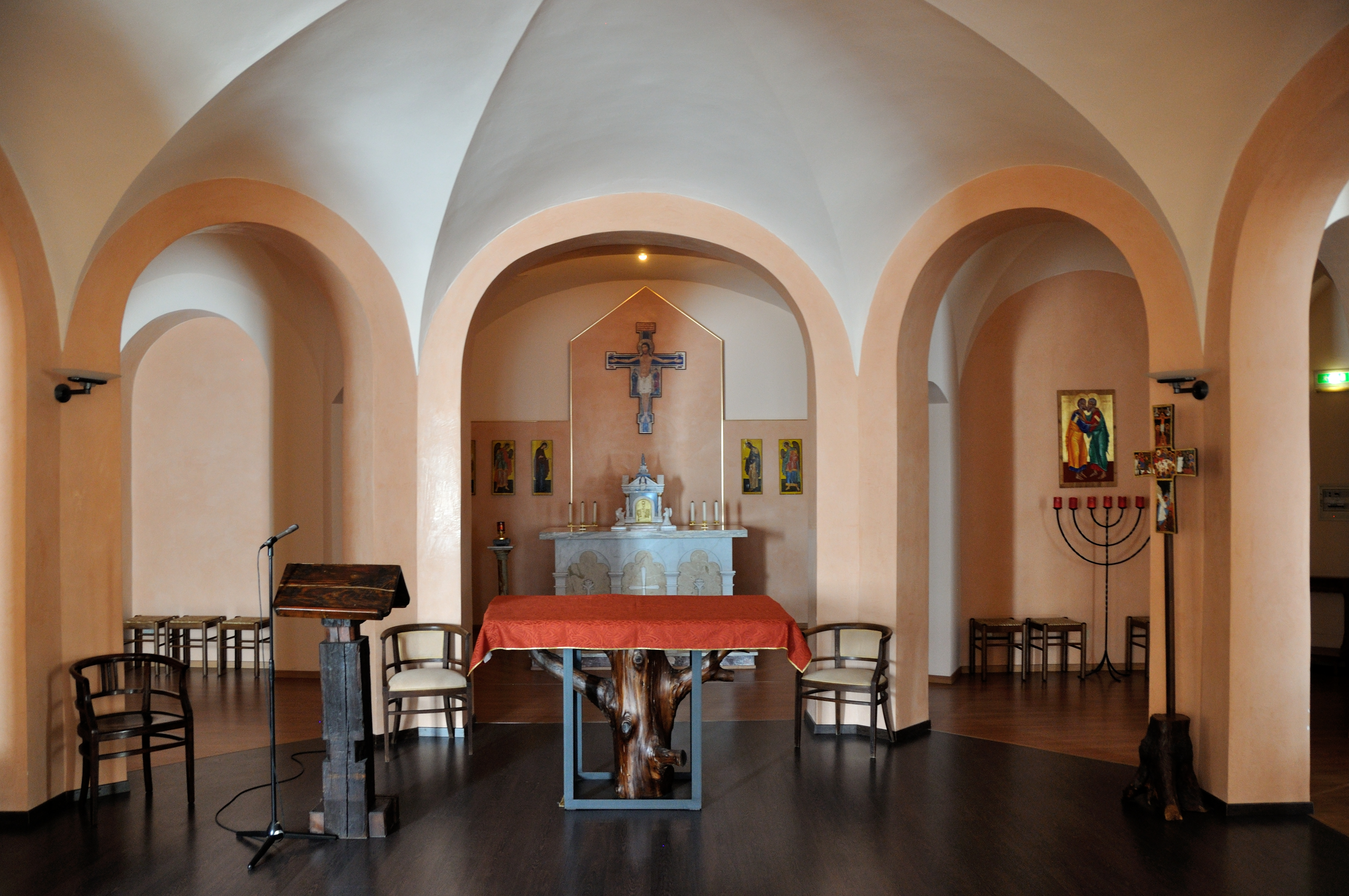
Cripta

### Esterni
Attorno alla villa si sviluppa, in tutte le direzioni, un ampio giardino cintato, all'interno del quale sono stati realizzati:
- una Via Crucis nella parte nord;
- un percorso con diverse stazioni riguardante la vita di Gesù, come Il cammino con i discepoli di Emmaus, nella parte sud;
- un sentiero dedito al silenzio e alla meditazione, sempre nella parte sud.

#### Specie arboree
All'interno del giardino sono state piantate piante di diverse specie. Alcune di queste sono caratteristiche della tradizione biblica ed evangelica, tra cui:
- Cryptomeria japonica
- Magnolia × soulangeana
- Cedro
- Pino strobo
- Tasso
- Cipresso di Lawson
- Tamarix gallica
- Magnolia
- Alloro
- Tiglio selvatico
- Ippocastano
- Lagerstroemia indica
- Cedro della California
- Noce bianco
- Cipresso comune
- Olivo
- Photinia × fraseri
- Oleandro
- Lauroceraso
- Tuia
- Bosso comune
- Trachycarpus fortunei
- Cotoneaster
- Abete rosso
- Spirea
- Rosa
- Fico
- Boswellia sacra
- Ginepro
- Mirto
- Giglio
- Issopo officinale
- Mandorlo
- Aloe
- Melo
- Cardo
- Canna comune
- Vite comune
- Melograno
- Quercia
- Zizzania
- pittosporo
- Robinia
- Caprino bianco
- Betulla
- Aucuba
- Ortensia